# Anders Hansson (etnofarmakolog)
Anders Nils Gustav Hansson, född 12 januari 1942, är en svensk etnofarmakolog.
Efter medicine- och filosofie kandidatexamina vid Lunds universitet var Hansson verksam inom  läkemedelsindustrin och anställd vid Astra och Ferrosan i Sverige fram till 1997 med långa avbrott för verksamhet i Peru som han sedan fortsatte. Under tiden på Astra (specialitet: astma och inhalatorer) var Hansson deltagare i en teknisk kommission hos UNEP för att fasa ut CFCs (freoner) för skyddet av ozonlagret enligt Montreal-protokollet. Under Peru-tiden var han författare eller medförfattare till artiklar om ojé-trädet, farmakognosi, traditionell medicin, barnartrit i peruanska Amazonas och har deltagit i internationella kongresser kring etnofarmakologi i Uppsala, London, Cusco, Pretoria och Loja eller traditionell medicin i Lima, Iquitos och Pucallpa. Han var tillsammans med shamanen Guillermo Arévalo grundare av Ametra-Ucayali, en shipibo-organisation för att tillämpa traditionell medicin och användningen av läkemedelsväxter, som var aktiv till år 2000.
Hansson är gift och bosatt i Lund.

## Artiklar
- 1981. Hansson A: Medikament och  behandlingar I Perus djungelområden. Socialmedicinsk tidskrift 7-8: 439-445
- 1985. Hansson A, Arévalo G: Algunos aspectos de medicina tradicional en Ucayali. Proyecto AMETRA. Instituto Indigenista Peruano, Lima. Serie Amazonía: Shipibo-Conibo No 2
- 1986. Hansson A, Veliz G, Náquira C, Amrén M, Arroyo M, Arévalo G: Preclinical and clinical studies with latex from Ficus glabrata HBK, a traditional intestinal anthelmintic in the Amazonian area. Journal of Ethnopharmacology 17: 105-138
- 1988. Hansson A: Doktor Ojé – aktuell naturmedicin i Amazonas. Svensk Farmacevtisk Tidskrift 92: 32-36
- 1988. Hansson A: Naturmedicin bland shipiboindianer. Plantago 3: 20-22
- 1991. Cárdenas C, Follér M, Hansson A: Ecological changes and health systems in Eastern Peru. Journal of Human Ecology 2: 29-38
- 2000. Hansson A: Captured by Traditional Medicine in the Peruvian Amazon. Rainforest Medical Bulletin 7(1): 1-5
- 2000. Anderson M, Myrnerts S, Hansson A, Fasth A: High prevalence of childhood  chronic arthritis among  the Shipibo people of Amazonian Peru. Annals of the Rheumatic Diseases 59: 722-726; 4.2
- 2000. Myrnerts S, Andersson M, Hansson A, Fasth A: Adaption and application of child health assessment questionnaire (CHAQ) to an indigenous population of Amazonian Peru, Annals of the Rheumatic Diseases 59: 722-726; 4.3
- 2002. Hansson, A: Plantas medicinales ucayalinas, datos etnofarmacológicos y científicos en beneficio para la población indígena. IV Congreso Mundial de Medicina Tradicional, Lima; ponencia
- 2003. Hansson A, Maldonado J: Strenghtening of ethnopharmacological resources in a Shipibo area, Peru in Western Amazonia. 7th International Congress of Ethnopharmacology (ISE), Pretoria; poster]
- 2005. Hansson A, Zelada JC, Noriega HP: Reevaluation of risks with the use of Ficus insipida latex  as a traditional anthelmintic remedy in the Amazon. Journal of Ethnopharmacology 98: 251-257
- 2011. Polesna L, Polesny Z, Clavo MZ, Hansson A, Kokoska L:  Ethnopharmacological inventory of plants used in Coronel Portillo Province of Ucayali Departament, Peru. Pharmaceutical Biology 49: 125-136

## Referenser

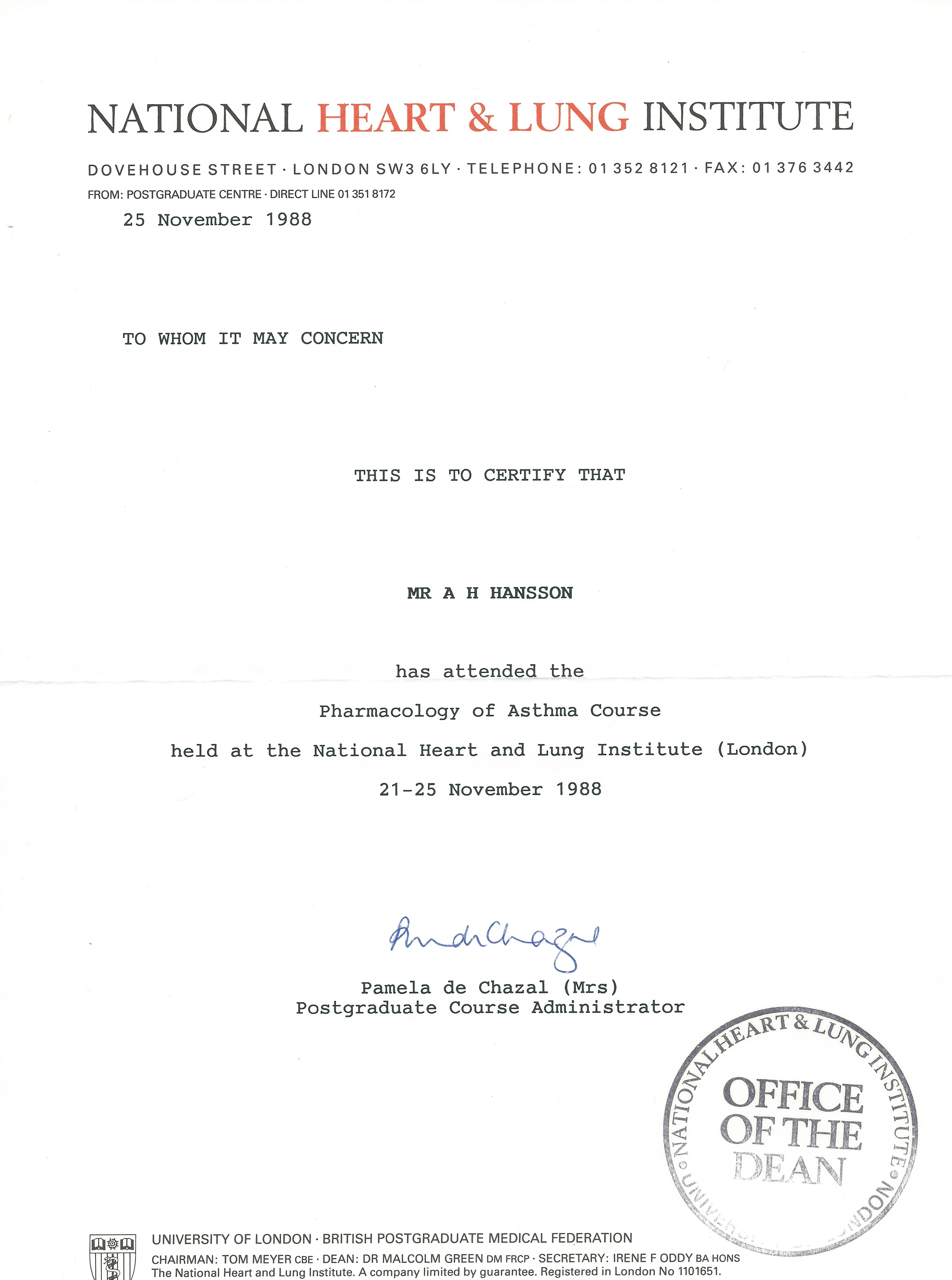